# 高原线虫草
高原线虫草（学名：Ophiocordyceps highlandensis）一种于中国云南省会泽县驾车乡发现的一种真菌，隶属于线虫草科线虫草属，由中国科学院昆明植物研究所研究员杨祝良发现。高原线虫草寄生于鞘翅目鳃金龟（金龟总科) 幼虫上，与香棒线虫草（巴恩斯线虫草，O. barnesii） 有较近的亲缘关系。